# Čalmak
Čalmak je opera o třech dějstvích slovenského skladatele Josefa Rosinského. Libreto napsal Koloman Grman. Opera byla napsána v letech 1937–1938 a 6. dubna 1940 měla premiéru ve Slovenském národním divadle v Bratislavě.
Jozef Rosinský (1897–1973) byl plodný slovenský skladatel, autor četných oper a skladeb církevní hudby, do roku 1928 člen řádu salesiánů, na jehož školách v Itálii studoval hudbu, poté ředitel katedrálního kúru a pedagog na římskokatolických školách v Nitře. Libretista Koloman Grman (1912–1990) byl v té době bohoslovec v Nitře, později působil jako vojenský duchovní v armádě Slovenského státu a poté jako kněz. Pro Grmana se jednalo o ojedinělý literární počin v jeho kariéře a pro Rosinského se Čalmak stal třetí a poslední operou, která se dostala na repertoár Slovenského národního divadla; stejně jako předchozí nebyla příznivě přijata kritikou ani diváky. Rosinský poté napsal ještě sedm dalších oper, z nichž však žádná již nebyla uvedena.
Děj opery Čalmak se odehrává v době tureckých vpádů na Slovensko (16.–17. století) – „čalmak“ znamená turecký nájezdný oddíl. V popředí stojí příběh dvou mladých milenců, kteří podvakrát upadnou do mohamedánského zajetí, ale podaří se jim uniknout. Námětem tak tato opera předjímá pozdější a významnější opery Ladislava Holoubka Svítání a Jána Cikkera Beg Bajazid.
Historik slovenské opery Igor Vajda považuje libreta Rosinského oper obecně za postrádající vnitřní dramatičnost, dostatečnou literární úroveň i větší originalitu. Skladateli Rosinskému přiznává „nespornou profesionální erudovanost“ a jeho operám „množství pozoruhodných úseků […] s primárně lyrickým nebo tanečním rázem“, ale chybělo mu prý dramatické cítění a větší osobitost, jeho hudbu označuje jako „eklektický novoromantický proud“, který využívá prvky novějšího slovenského folklóru. Operní kritik Vladimír Blaho – na rozdíl od Bellova Kováře Wielanda, Figušova Detvana i pozdějších oper Ladislava Holoubka – je považuje za „díla, která se dají označit z dnešního hlediska spíše jen za pokusy o národní operu“.

## Osoby a první obsazení
| osoba              | hlasový obor  | premiéra (6.4.1940)    |
| ------------------ | ------------- | ---------------------- |
| Sokol              | baryton       | Anton Bledý            |
| Eva                | alt           | Janka Kamasová         |
| Martin             | tenor         | Janko Blaho            |
| Marienka Javorová  | soprán        | Zita (Hudcová-)Frešová |
| Paša               | bas           | Zdenek (Ruth-)Markov   |
| Ahmud Hašanaga     | bas           | Vratislav Jelínek      |
| Mustafa Abrurahnan | tenor         | František Hájek        |
| Izidor Icik        | tenor buffo   | Štefan Figura          |
| Zlavský            | bas           | František Habara       |
| Voják              | tenor         | Harry Kluska           |
| Jeunoch            | baryton       | Rudolf Petrák          |
| Marienka           | soprán        | Žofia Napravilová      |
| Jankova matka      | mezzosoprán   | Marie Řezníčková       |
| Dirigent:          | Dirigent:     | Ladislav Holoubek      |
| Režie:             | Režie:        | Bohuš Vilím            |
| Choreografie:      | Choreografie: | Bohumil Relský         |
| Výprava:           | Výprava:      | Ján Ladvenica          |